# Illuminatenorden

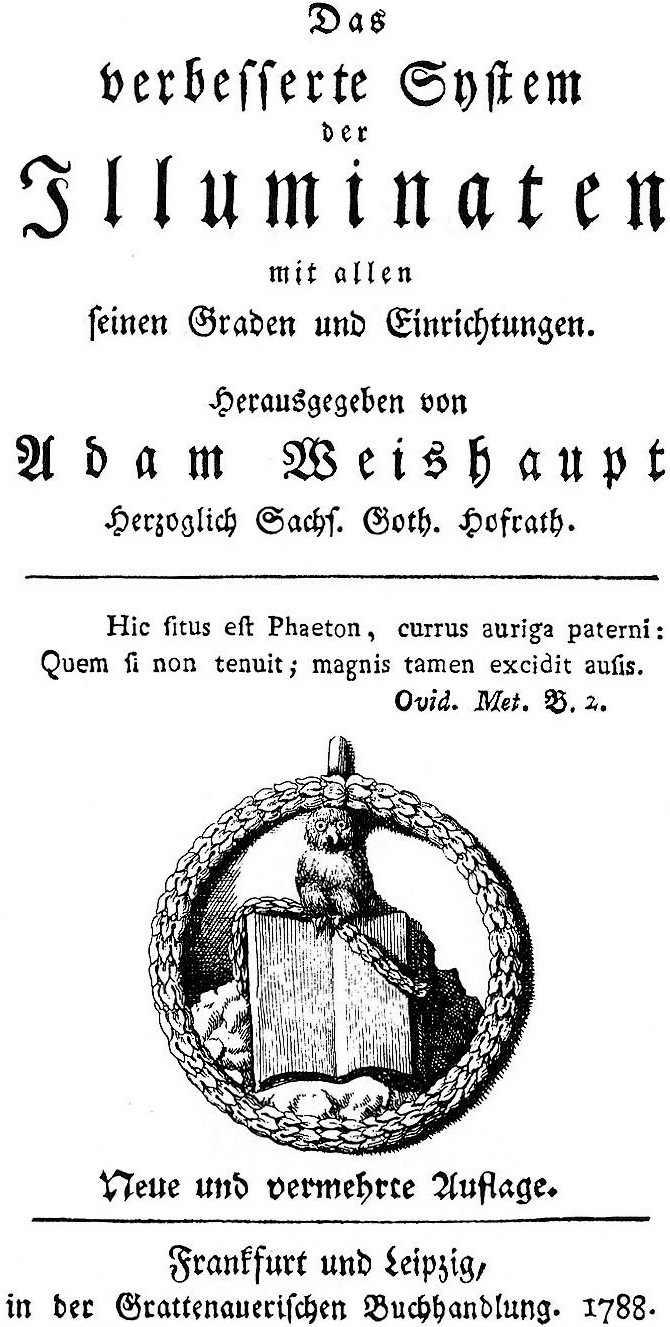
Symbol des Bundes: Die Eule der Minerva, auf einem Buche sitzend. Druckgraphik aus dem Jahr 1788

Der Illuminatenorden (lateinisch illuminati ‚die Erleuchteten‘) war eine kurzlebige Geheimgesellschaft mit dem Ziel, durch Aufklärung und sittliche Verbesserung die Herrschaft von Menschen über Menschen überflüssig zu machen. Der Orden wurde am 1. Mai 1776 vom Philosophen und Kirchenrechtler Adam Weishaupt in Ingolstadt gegründet und existierte bis zu seinem Verbot 1784/85 vornehmlich im Kurfürstentum Bayern.
Zahlreiche Mythen und Verschwörungstheorien ranken sich um das angebliche Fortbestehen dieser Gesellschaft und ihre angeblichen geheimen Tätigkeiten, darunter die Französische Revolution, der Kampf gegen die katholische Kirche und das Streben nach Weltherrschaft.

## Geschichte

### Gründung
Der Professor für Kirchenrecht und praktische Philosophie an der Universität Ingolstadt, Adam Weishaupt (1748–1830), gründete am 1. Mai 1776 mit fünf seiner Studenten den Bund der Perfektibilisten (von lateinisch perfectibilis: zur Vervollkommnung befähigt). Als Symbol des Bundes wählte er die Eule der Minerva, der römischen Göttin der Weisheit. Hintergrund war das intellektuelle Klima an der Universität, das fast vollständig von ehemaligen Jesuiten beherrscht wurde, deren Orden 1773 aufgehoben worden war. Der erst achtundzwanzigjährige Weishaupt war der einzige Professor in Ingolstadt ohne jesuitische Vergangenheit und dementsprechend isoliert im Lehrkörper, was auch an seiner Begeisterung für die Ideen der Aufklärung und seinem bisweilen konfliktträchtigen Auftreten lag. Weishaupt wollte mit dieser Gründung seinen Schülern Schutz vor jesuitischen Intrigen bieten, die er allerorten vermutete, ihnen aber vor allem Zugang zu zeitgenössischer kirchenkritischer Literatur ermöglichen. Er garnierte seine Gründung mit antiken Mythen, namentlich aus dem Zusammenhang der Mysterien von Eleusis. Laut der britischen Historikerin Peggy Stubley ähnelte Weishaupts Gründung zu diesem Zeitpunkt „eher einer extra-curricularen studentischen Lerngruppe […] als einer Dissidentenzelle auf Verschwörerkurs“.

Zudem sah Weishaupt im Orden der Gold- und Rosenkreuzer, einem mystisch-spirituellen, antiaufklärerischen Orden in der Freimaurerei, ein immer stärker werdendes Übel, das es zu bekämpfen gelte. Über diesen Gründungsanlass der Illuminati berichtete er 1790 in seiner Schrift Pythagoras oder Betrachtungen über die geheime Welt- und Regierungskunst:

„Zwei Umstände aber gaben vollends Ausschlag. Zu eben dieser Zeit [1776] hatte ein Offizier, Namens Ecker, in Burghausen eine Loge errichtet, welche auf Alchemie ging und sich gewaltig zu verbreiten anfing. Ein Mitglied dieser Loge kam nach Ingolstadt, um dort zu werben und die Fähigsten unter den Studierenden auszuheben. Seine Auswahl fiel zum Unglück gerade auf diejenigen, auf welche auch ich mein Auge geworfen hatte. Der Gedanke, so hoffnungsvolle Jünglinge auf diese Art verloren zu haben, sich auch überdies mit der verderblichen Seuche, mit dem Hang zur Goldmacherei und ähnlichen Torheiten angesteckt zu sehen, war für mich quälend und unerträglich. Ich ging darüber mit einem jungen Mann, auf welchen ich das meiste Vertrauen gesetzt hatte, zu Rate. Dieser ermunterte mich, meinen Einfluß auf die Studierenden zu benutzen und diesem Unwesen durch ein wirksames Gegenmittel, durch Errichtung einer Gesellschaft, so viel als möglich zu steuern […]“

1777 gelang die Unterwanderung zweier Münchner Freimaurerlogen, in deren eine sich auch Weishaupt aufnehmen ließ. Einen weiteren, wenngleich noch bescheidenen Aufschwung nahm der Orden im Jahr darauf, als er von Franz Xaver von Zwackh, einem ehemaligen Schüler Weishaupts und späteren Regierungspräsidenten der Pfalz, reorganisiert wurde. Weishaupt schlug als neuen Namen „Bienenorden“ vor, weil ihm vorschwebte, dass die Mitglieder unter der Leitung einer Bienenkönigin den Nektar der Weisheit sammeln sollten. Doch entschied man sich für „Bund der Illuminaten“ und schließlich für „Illuminatenorden“. 1780 hatte dieser etwa 60 Mitglieder.
Die ersten Jahre verliefen eher chaotisch, da Weishaupt nicht willens war, die anfallende inhaltliche und organisatorische Arbeit alleine zu leisten. Andererseits wollte oder konnte er auch nicht delegieren. Wie seine engsten Mitarbeiter Zwackh und Franz Anton von Massenhausen fühlte er sich häufig überlastet oder missverstanden. Schließlich wurde in München ein so genannter Areopag als Ordensleitung eingesetzt, der aber ebenfalls nicht konfliktfrei arbeitete. Mehrmonatige Lücken in der Quellenüberlieferung 1777 und 1779 lassen den Schluss zu, dass der Orden in dieser Zeit streitbedingt gar nicht arbeitete.

### Kurze Blüte

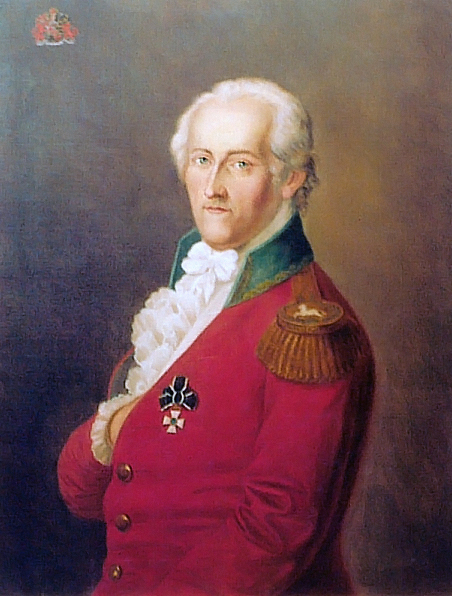
Adolph Freiherr Knigge, der wirksamste Werber für den Illuminatenorden

Eine weitere Umorganisation folgte nach dem Beitritt des niedersächsischen Adligen Adolph Freiherr Knigge. Dieser war am 1. Juli 1780 in der Loge L’Union  in Frankfurt am Main von dem bayerischen Hofkammerrat Constantin Costanzo für den Orden geworben worden und entfaltete nach seinem Beitritt eine rege Tätigkeit. Er gab dem Orden, der zu dieser Zeit nach Weishaupts eigenem Eingeständnis „eigentlich noch gar nicht, sondern nur in seinem Kopfe“ existierte, 1782 eine den Freimaurerlogen ähnliche Struktur: Die Hochgrade, die die Adepten nach Durchlaufen der traditionellen drei Gradstufen der Freimaurerei erreichen konnten, wurden nun vom Illuminatenorden gebildet. Auf diese Weise lasse sich, wie Knigge 1780 und 1781 in Briefen an Weishaupt schrieb, „auf gewisse Art die ganze Freymaurerey regieren“ und in neuer Gestalt „mit dem Operations-Plan des O[rdens] zum Besten und zur Erleuchtung der Welt verbinden“. Knigge entwickelte dazu ein Narrativ, das er Weishaupt am 13. Juli 1781 brieflich mitteilte: Demnach habe es schon immer eine kleine Gesellschaft von Männern gegeben, „welche sich dem Verderbniß, und den Pfaffen-Künsten entgegengesetzt haben“ und die ältesten Quellen von Religion und Philosophie genutzt hätten, um diese zu reinigen. Sie seien die wahren Urheber der Aufklärung. Sie hätten den Freimaurer „Spartacus“ in ihre Weisheit eingeweiht, der daraufhin die Gesellschaft der Illuminaten gegründet habe. Diese Vorstellung, einer jahrhundertealten Verbindung beitreten zu können, die durchsetzungsstärker sei als alle anderen Geheimbünde, erwies sich als enorm werbewirksam.
Mit dieser Strategie brachte Knigge die Illuminaten von Weishaupts ursprünglichem Plan der „geheimen Weisheitsschule“ ab. Nun wurden nicht mehr Studenten angeworben, die es durch Lektürevorschriften zu bilden und zu formen galt, sondern gestandene Männer, die in Staat und Gesellschaft bereits Karriere gemacht hatten. Damit hatte er großen Erfolg. Hintergrund war die Krise, in welche die deutsche Freimaurerei in ihren Hochgraden nach 1776 mit dem Zusammenbruch der Strikten Observanz geraten war. Mit dieser eher unpolitisch-romantisierenden Bewegung, die behauptete, in der Nachfolge des 1312 aufgehobenen Templerordens zu stehen, war es Karl Gotthelf von Hund und Altengrotkau gelungen, die deutschen Logen unter seiner Führung anzuwerben. Er hatte jahrelang behauptet, er stünde in Kontakt mit „Unbekannten Oberen“, die ihn in das tiefste Geheimnis der Freimaurerei eingeweiht hätten. Als sich nach von Hunds Tod 1776 aber keine „Geheime Oberen“ meldeten, war die Ratlosigkeit in den Logen groß. Knigge erkannte die Chance, die hierin für den Illuminatenorden lag. Am 16. Dezember 1780 schrieb er an Weishaupt:

„Eine Revolution steht der Maurerey […] bevor […] Es ist also nöthig dabey nicht das Ruder aus den Händen zu verliehren, damit uns nicht andre kluge Köpfe zuvorkommen.“

Kurz darauf veröffentlichte er in Weishaupts Auftrag unter dem Titel Ueber Jesuiten, Freymaurer und deutsche Rosenkreuzer ein anonymes Verschwörungsszenario, in dem er behauptete, hinter der Strikten Observanz stecke in Wahrheit der Jesuitenorden, der damit die Aufklärung bekämpfen, Deutschland rekatholisieren und es der Herrschaft des Papstes unterwerfen wolle. Daher sei eine Gegenverschwörung nötig, die die Jesuiten spiegelbildlich mit deren eigenen Methoden, aber mit aufklärerischem Ziel bekämpfe:

„Wenn eine Gesellschaft der besten Menschen nach einem eben so vorsichtigen Plane zusammenträte, ihre Zöglinge ebenso zur Tugend bildete, wie die Jesuiten die ihrigen zur Bosheit abrichteten, wenn sie dieselben statt des Fanatismus von ihrer ersten Jugend an mit Liebe zu dem Menschengeschlechte, mit Begierde edle große Grundsätze zu verbreiten und im Großen zum Wohle der Welt würksam zu seyn erfüllte – was würde diese Gesellschaft nicht leisten können.“

Diese „Gesellschaft der besten Menschen“ sollte der Illuminatenorden sein. Auf dem großen Freimaurerkonvent der Strikten Observanz, der vom 16. Juli bis zum 1. September 1782 in Wilhelmsbad stattfand, konnte der Illuminat Franz Dietrich von Ditfurth die Meinungsführerschaft für den Orden gewinnen, und dies, obwohl er eine Woche zu spät angereist und Knigge selber nicht teilnehmen konnte: Es war ihm nicht gelungen, sich von seiner Freimaurerloge als Delegierter aufstellen zu lassen. Das Templersystem wurde aufgegeben; der Orden der Gold- und Rosenkreuzer, der sich seinerseits bemüht hatte, die Strikte Observanz zu beerben, blieb in der Minderheit. Die Illuminaten konnten zahlreiche prominente Freimaurer für sich gewinnen, darunter Johann Christoph Bode, einen der führenden Vertreter der Strikten Observanz. Gern hätte Knigge die gesamte Organisation der Strikten Observanz inkorporieren lassen, doch Weishaupt bestand darauf, dass der Logik des Ordens entsprechend nur Einzelpersonen aufgenommen werden konnten.
Bei der Unterwanderung des absolutistischen Staates war der Orden teilweise sehr erfolgreich: Das bayerische Zensurkollegium etwa bestand bis zum Einschreiten des Kurfürsten 1784 überwiegend aus Illuminaten, darunter Zwackh, Maximilian von Montgelas, Karl von Eckartshausen und Aloys Friedrich Wilhelm von Hillesheim. Auch die Zensoren, die dem Orden nicht angehörten, sympathisierten mit der Aufklärung, und dementsprechend war die Praxis der Behörde: Schriften von Ex-Jesuiten und andere gegenaufklärerische oder klerikale Schriften, ja sogar Gebetbücher wurden verboten, aufklärerische Literatur dagegen befördert. Auch auf das Reichskammergericht konnten die Illuminaten vorübergehend Einfluss gewinnen. Insgesamt lassen sich an 90 Orten Filialen des Ordens, so genannte Minervalkirchen, oder aktive Einzelmitglieder ausmachen, sowohl innerhalb des Heiligen Römischen Reiches als auch außerhalb: So gab es in den Niederlanden, in Ungarn und Siebenbürgen Niederlassungen. Besonders aktiv war der Orden in München, wo es zwei, und in Wien, wo es vier Filialen des Ordens gab.

### Krise und Verbot
Die rasch angestiegenen Mitgliederzahlen bedeuteten gleichzeitig den Anfang vom Ende des Illuminatenordens, denn nun brachen ordensintern Konflikte auf: Weishaupt kritisierte, dass zu rasch zu viele Mitglieder aufgenommen würden, ohne jede Prüfung, ob sie für die Ziele des Ordens geeignet wären. Auch fand er die theosophisch-esoterischen Bilder und Motive entsetzlich, die Knigge in Anknüpfung an die zeitgenössische Hochgradfreimaurerei in der Ausarbeitung zu den einzelnen Graden verwenden wollte. Daraufhin erarbeitete er in Konkurrenz zu Knigge Texte für den Grad Illuminatus dirigens, was beim Dompropst von Eichstätt Ludwig Graf Cobenzl, auch er ein führendes Mitglied des Ordens, erhebliche Verwirrung auslöste. Knigge ordnete Weishaupts Entwurf kurzerhand etwas höher in die illuminatische Gradhierarchie ein und verbreitete seinen eigenen Entwurf im Orden, was zu einer Beschwerde des Göttinger Philosophieprofessors Johann Georg Heinrich Feder bei Weishaupt führte, dieser Text sei zu wenig aufklärerisch. Den Eichstätter Mitgliedern des Areopags gingen Knigges Entwürfe dagegen schon zu weit. Sie fürchteten die Zensur und änderten sie in eigener Verantwortung ab. Weishaupt verlangte daraufhin von Knigge, auch Texte, denen er bereits zugestimmt hatte, zurückzunehmen. Auch zwischen Ditfurth und Knigge gab es Meinungsverschiedenheiten über die künftigen Inhalte und Strategien des Ordens.
Knigge war hochgradig unzufrieden, dass Statuten, Grade und Lehren des Ordens weiterhin unzureichend ausgearbeitet waren, und sah seine Leistungen bei der Rekrutierung neuer Mitglieder nicht honoriert. Er tat sich mit Bode zusammen und versuchte, die Leitung des Ordens zu übernehmen. Auch verfolgte er weiter sein Vorhaben, den Orden mit den noch bestehenden Resten der Strikten Observanz zu verschmelzen, was von Weishaupt strikt abgelehnt wurde. Brieflich drohte Knigge gar damit, Ordensgeheimnisse an Jesuiten und Rosenkreuzer zu verraten, was Weishaupts Misstrauen noch verstärkte: Dem bereitete es nämlich erhebliche Sorgen, dass Bode und Knigge Vertreter der absolutistischen Obrigkeit wie die Prinzen Karl von Hessen und Ferdinand von Braunschweig sowie die Herzöge Ernst von Sachsen-Gotha und Carl August von Sachsen-Weimar in den Orden gebracht hatten. Ernst II. nutzte die Gothaer Illuminatenloge als geheimes Schattenkabinett.
In der Folge spitzte sich der Dissens zwischen Weishaupt und Knigge derart zu, dass der Orden zu zerbrechen drohte. Im Februar 1784 wurde daher ein „Congress“ genanntes Schiedsgericht in Weimar einberufen, an dem unter anderen Johann Wolfgang von Goethe, Johann Gottfried Herder und Herzog Ernst von Sachsen-Gotha beteiligt waren. Für Knigge überraschend urteilte der Congress, es müsse ein gänzlich neuer Areopag gebildet werden; beide führenden Persönlichkeiten des Ordens sollten ihre Machtpositionen aufgeben. Dies schien ein tragbarer Kompromiss zu sein. Da aber absehbar war, dass der Ordensgründer auch ohne formalen Vorsitz im Areopag weiterhin einflussreich bleiben würde, bedeutete es eine klare Niederlage für Knigge. Es wurde Stillschweigen und Rückgabe aller Papiere vereinbart. Am 1. Juli 1784 verließ Knigge den Illuminatenorden. Er wandte sich danach von der „Mode-Thorheit“ ab, die Welt durch geheime Gesellschaften verbessern zu wollen. Weishaupt gab die Leitung des Ordens an Johann Martin Graf zu Stolberg-Roßla ab.
Inmitten der internen Streitereien gerieten die Illuminaten ins Blickfeld der bayerischen Obrigkeit. Ihr waren die Ziele von aufklärerisch gesinnten Geheimorden suspekt, richteten sie sich doch darauf, die überkommene Ordnung zu verändern, ja durch Unterwanderung der öffentlichen Ämter einen „Vernunftstaat“ zu errichten. Nach einem erfolglosen Aufnahmegesuch hatte der Münchner Verleger Johann Baptist Strobl zwei anti-illuminatische Polemiken von Joseph Marius Babos veröffentlicht, was eine lang anhaltende „Presseschlacht“ um den Orden nach sich zog. Obendrein hatte es der Orden gewagt, sich in die hohe Politik einzumischen. Er befürwortete das unter den Fürsten des Reiches hochumstrittene Projekt des Kurfürsten Karl Theodor, seine bayerischen Territorien gegen die Österreichischen Niederlande einzutauschen. Mitglieder des Ordens hatten den jungen Hofkammerrat Joseph von Utzschneider, einen ehemaligen Illuminaten, dazu verleiten wollen, die Papiere Maria Annas, der Witwe von Karl Theodors Vorgänger, zu durchsuchen, um deren Inhalt Kaiser Joseph II. zu übergeben. Utzschneider deckte daraufhin nicht nur den Plan, sondern gleich eine Liste mit Ordensmitgliedern auf. Maria Anna warnte Karl Theodor vor den Plänen des Ordens, doch der blieb zunächst untätig. Erst als der Hofarchivar Karl von Eckartshausen, auch er ein ehemaliges Ordensmitglied, Diebstähle von Dokumenten aus dem kurfürstlichen Archiv meldete, erließ er am 22. Juni 1784 ein Dekret, das alle „Communitäten, Gesellschaften und Verbindungen“ verbot, die ohne seine „landesherrliche Bestätigung“ gegründet worden waren. Die Illuminaten waren gemeint, auch wenn sie im Text nicht explizit genannt waren.

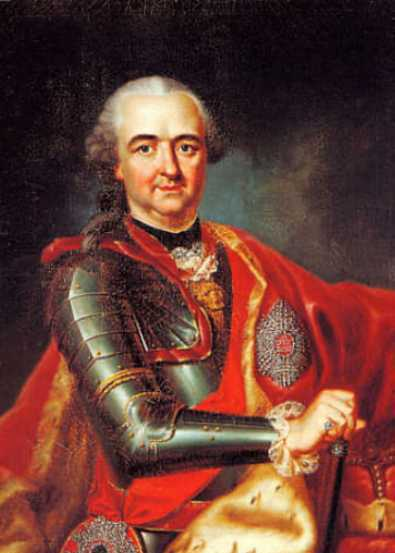
Karl Theodor von der Pfalz (hier ein Porträt von Heinrich Carl Brandt aus dem Jahr 1767)

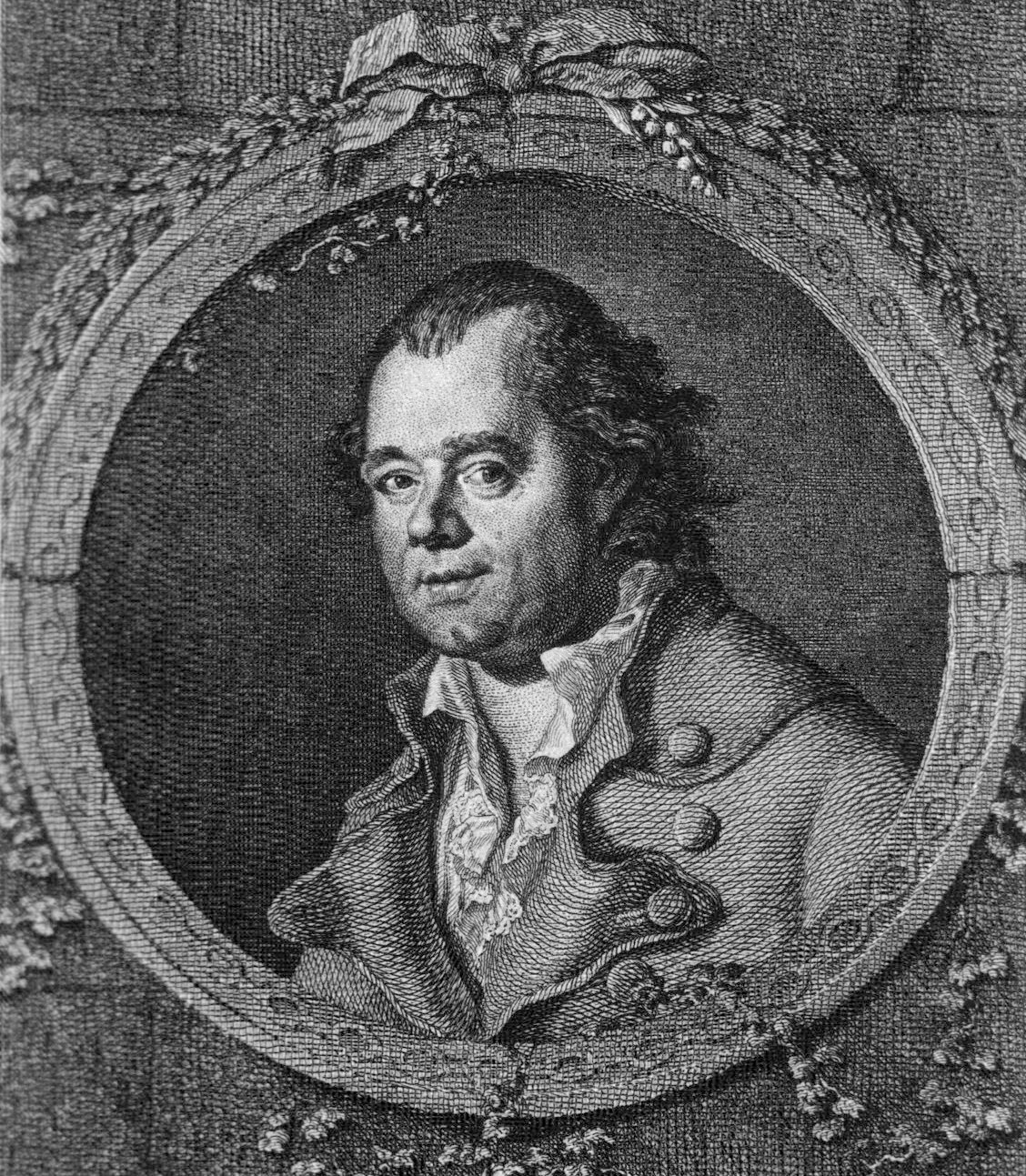
Johann Joachim Christoph Bode (hier ein Porträt von Johann Ernst Heinsius) versuchte vergebens, den Orden am Leben zu erhalten.

Da die Illuminaten weiterhin Geldbeiträge einsammelten und Logensitzungen abhielten, folgte am 2. März 1785 auf Druck von Ignaz Frank, dem Beichtvater des Kurfürsten, ein weiteres Edikt, das Illuminaten und Freimaurer diesmal beim Namen nannte und als landesverräterisch und religionsfeindlich verbot. Es wurden bei Hausdurchsuchungen verschiedene Papiere des Ordens beschlagnahmt, die weitere Indizien für seine radikalen Ziele erbrachten. Papiere, die bei einem verstorbenen Kurier gefunden wurden, boten Aufschluss über die Namen einiger Mitglieder. Im selben Jahr erklärte auch Papst Pius VI. in zwei Briefen (vom 18. Juni und 12. November) an den Bischof von Freising die Mitgliedschaft im Orden als unvereinbar mit dem katholischen Glauben.
Die sich an die Verbote von 1784/85 anschließenden Verfolgungen der Ordensmitglieder hielten sich im Rahmen. Es kam zu Hausdurchsuchungen und Konfiskationen; einige Hofräte und Offiziere verloren ihre Anstellung, einige Ordensmitglieder wurden des Landes verwiesen, doch eingesperrt wurde keiner. In der Öffentlichkeit wurde die Verfolgung zunächst als Werk der Jesuiten wahrgenommen, wobei man insbesondere den ehemaligen Ordensangehörigen und Rosenkreuzer Ignaz Frank verdächtigte. Weishaupt selbst, von dem man gar nicht wusste, dass er der Gründer des Ordens war, wurde angeklagt, weil er die Anschaffung des Dictionnaire historique et critique von Pierre Bayle empfohlen hatte. Der Kurfürst befahl ihm, sich vor dem Senat der Universität Ingolstadt öffentlich zum katholischen Glauben zu bekennen. Dem entzog sich Weishaupt durch Flucht, zuerst in die Freie Reichsstadt Regensburg, 1787 dann weiter nach Gotha, wo ihm Herzog Ernst eine Sinekure als Hofrat beschaffte. Aus dem Besitz dieses illuminatischen Fürsten stammt auch eine wichtige Sammlung von Quellen zur Geschichte des Ordens, die so genannte Schwedenkiste, die seit 1990 von der Forschung ausgewertet werden kann.
Bereits im April 1785 hatte Stolberg-Roßla den Orden in Süddeutschland und Österreich offiziell für suspendiert, das heißt, für einstweilig aufgehoben erklärt. Auch die Bonner Minervalkirche Stagira löste sich auf. Am 16. August 1787 folgte ein drittes, noch schärferes Verbotsedikt, das die Rekrutierung von Mitgliedern für Freimaurer und Illuminaten unter Todesstrafe stellte, woraus man schließen kann, dass man in Kreisen der Obrigkeit an ein Fortbestehen der Illuminaten glaubte. Ordensmitglieder im bayrischen Staatsdienst, derer man habhaft geworden war, mussten ein umfassendes Geständnis ablegen und ihre Mitgliedschaft widerrufen, wenn sie nicht entlassen werden wollten. Das Ergebnis waren Bekenntnisschriften wie die von Zwackh. Diese Texte, von denen einige auch veröffentlicht wurden, waren stark ausgeschmückt und haben daher geringen Quellenwert. Auch die bei den Hausdurchsuchungen beschlagnahmten Originalpapiere des Ordens wurden im März 1787 auf Anweisung der bayrischen Regierung publiziert und reihten sich ein in eine Flut von teils sensationsheischenden Veröffentlichungen über den Orden. Bereits 1786 hatte der Sachsen-Weimar-Eisenachische Kammerherr Ernst August Anton von Göchhausen seine Enthüllung des Systems der Weltbürger-Republik in Druck gegeben, in der er die um sich greifende Illuminatenhysterie mit den älteren Verdächtigungen der Aufklärer gegen den „Despotismus“ der Jesuiten verknüpfte: Hinter all dem stecke „das große geheime Laboratorium, in welchem die mannigfaltigen Römischjesuitisch cosmopolitischen Zauberträncke zubereitet wurden und noch werden“.
Eine zweite, deutlich heftigere Welle dieser Illuminatenhysterie setzte nach der Französischen Revolution ein, als die Furcht vor den Jakobinern mit der älteren vor den Illuminaten zu einer einzigen Angstphantasie verschmolz. So wurde 1790 allen Militärangehörigen Bayerns ein sogenannter Illuminateneid abverlangt, sie würden jetzt und in Zukunft keiner geheimen Gesellschaft angehören. Diese Verpflichtung blieb bis zur Novemberrevolution 1918 in Kraft. In der aufgeheizten Stimmung der napoleonischen Kriege ließ der bayerische Staatsminister Maximilian von Montgelas – wiewohl selber ehemaliger Illuminat – gleich bei seinem Regierungsantritt 1799 und erneut 1804 alle geheimen Gesellschaften verbieten. Wie stark die deutsche Öffentlichkeit in den Jahren um die Französische Revolution von mysteriös-unheimlichen Geheim- und Initiationsgesellschaften fasziniert war, lässt sich an diversen literarischen Werken der Zeit ablesen, von Schillers Der Geisterseher (1787/89) über Jean Pauls Die unsichtbare Loge (1793) bis zu Goethes Der Groß-Cophta (1792) und der geheimnisvollen Turmgesellschaft in Wilhelm Meisters Lehrjahre (1796).

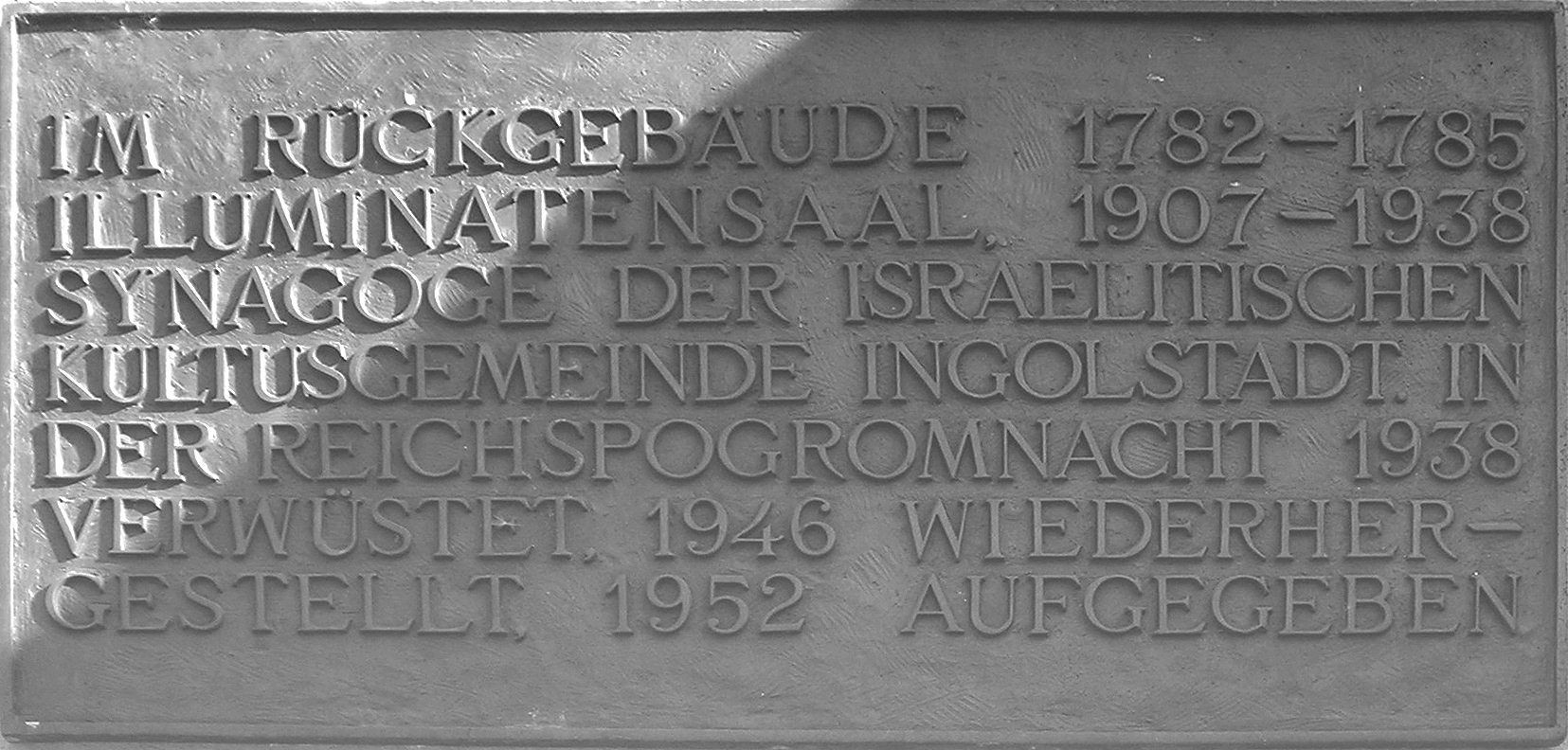
Gedenktafel in Ingolstadt

Bode versuchte von Gotha aus, auch nach 1787 den Bund am Leben zu erhalten, und rief mit der Weimarer Minervalkirche, dem „Orden der unsichtbaren Freunde“ oder dem „Bund der deutschen Freimaurer“ Nachfolgeorganisationen ins Leben. Auch nach Italien, Russland und Frankreich expandierte der Orden. In dem scharf anti-illuminatischen Klima der Revolutionsjahre musste Bode diese Bemühungen aber 1790 einstellen. Sein Tod 1793 gilt als das Ende der Tätigkeit des Ordens. Ein Organisationsversuch ehemaliger Illuminaten namens Der moralische Bund und die Einverstandenen hatte keinen Erfolg. Heute erinnert in Ingolstadt nur noch eine Gedenktafel an dem Gebäude, in dem sich der Versammlungssaal der Illuminaten befand, an den Orden. Das Gebäude befindet sich in der Theresienstraße 23 (früher Am Weinmarkt 298) in der heutigen Fußgängerzone der Stadt.

## Struktur

### Ziele
Der Illuminatenorden war ganz dem Weltbild der Aufklärung verpflichtet. Ziel war die Verbesserung und Vervollkommnung der Welt und seiner Mitglieder (daher auch der alte Name Perfectibilisten). Auf diesem Wege wollten die Illuminaten die Freiheit erreichen, die sie durchaus politisch verstanden. Ihre Ideen gelten als erster Schritt in der Politisierung der Aufklärung. Die Illuminaten waren „der erste bekannte politische Geheimbund der Neuzeit“.
Weishaupt begründete 1782 die Ziele des Ordens in seiner Rede an die neu aufzunehmenden Illuminatos dirigentes mit einer eigenen Geschichtsphilosophie: Danach sei das Weltall „Wirkung einer höchsten vollkommensten und unendlichen Ursache“ und somit harmonisch und gut. Auch der Mensch sei ursprünglich gut. Unter Rückgriff auf Geschichtsdenker wie Joachim von Fiore postulierte er drei Weltzeitalter: In der „Kindheit der Menschheit“ habe es weder Herrschaft noch Eigentum noch Streben nach Macht gegeben. Das habe erst in der „Jugendepoche“ Einzug gehalten, als die ersten Staaten entstanden seien. Diese hätten dazu gedient, die gewachsenen Bedürfnisse der Menschen zu befriedigen, die Weishaupt gewissermaßen für den Motor der Weltgeschichte hielt: „Die Geschichte des Menschen Geschlechts ist die Geschichte seiner Bedürfnisse, wie das eine aus dem anderen entstanden“. Die ursprünglich nützlichen Staaten seien mehr und mehr in „Despotismus“ abgeglitten. Dieser selbst aber bringe ein neues Bedürfnis hervor, nämlich die Sehnsucht nach Freiheit: „Der Despotismus soll selbst das Mittel seyn, um […] den Weg zur Freyheit zu erleichtern“, schrieb Weishaupt in einer Ausarbeitung für die Mysterienklasse seines Ordens. In der Reifezeit des Menschengeschlechts werde er dann durch Aufklärung und durch die von ihr gelehrte Selbstbeherrschung gewaltlos überwunden werden.

„Wer also allgemeine Freyheit einführen will, der verbreite allgemeine Aufklärung: aber Aufklärung heißt nicht Wort- sondern Sachkenntniß, ist nicht Kenntniß von abstracten, speculativen, theoretischen Kenntnissen, die den Geist aufblasen, aber das Herz um nichts bessern.“

Aufklärung war für Weishaupt mithin vor allem Bildung, und zwar nicht nur das oftmals nur äußerliche Vermitteln von Wissen, sondern in erster Linie die Bildung des Herzens, die Sittlichkeit. Sie hatte in erster Linie eine moralische Qualität. Aufklärung zu verbreiten und die „Menschheit ins ‚Gelobte Land‘ zurückzuführen“ sei die Aufgabe von Geheimgesellschaften, „geheimen Weisheitsschulen“, für die er eine ideelle Traditionslinie vom Urchristentum bis zur Freimaurerei behauptete. Zwar seien die Freimaurerlogen seiner Gegenwart unpolitisch geworden, doch würden sie den Illuminaten als Maske dienen. Mit ihrer Hilfe würde sich die Utopie der Illuminaten verwirklichen lassen, die gleichzeitig eine Rückkehr in den Urzustand darstelle: 

„Jeder Hausvater wird dereinst, wie vordem Abraham und die Patriarchen, der Priester und der unumschränkte Herr seiner Familie und die Vernunft das alleinige Gesetzbuch der Menschen sein. Dieses ist eines unserer großen Geheimnisse.“

Bei der Einweihung in den Philosophengrad sollten die Ordensmitglieder dann erfahren, dass im Laufe der weiteren Entwicklung auch die Ungleichheit zwischen den Menschen aufgehoben werden sollte, die die Ursache aller Zwietracht und aller Tyrannei sei: Damit werde der „so lange verlachte Roman vom goldenen Zeitalter, diese uralte Lieblingsidee des menschlichen Geschlechts zur Wirklichkeit gebracht“.
In diesem Geschichtsbild mischen sich mittelalterlicher Chiliasmus und neuzeitliche Utopie, vormoderne Prophezeiung einer erlösten Welt und moderne Prognose, wie diese durch eigenes Handeln zu erreichen sei. Weishaupt verknüpfte zwei gegenteilige Botschaften miteinander: Zum einen predigte er einen Quietismus, der die Ordensmitglieder von jeder Verantwortung für den Fortgang der Geschichte entlastete; zum anderen forderte er einen subversiven Aktivismus, der das bestehende Herrschaftssystem aktiv untergraben sollte. Welcher von beiden Aspekten der wichtigere sei, ließ er in der Schwebe. Zum einen hieß es, man brauche nichts zu tun als abzuwarten, denn die Zeit der absolutistischen Despotie würde aus innerer Logik quasi von alleine zu Ende gehen. Auf der anderen Seite behauptete Weishaupt, die Illuminaten würden allein durch ihre Tätigkeit, ja durch ihr bloßes Vorhandensein, an der Aufhebung der Despotien mitwirken.
Die Abschaffung der absolutistischen Herrschaft sollte nicht auf dem Wege einer Revolution erfolgen, sondern mit den Mitteln der Personalpolitik: Man wollte in einem „langen Marsch durch die Institutionen“ immer mehr Schlüsselpositionen im absolutistischen Staat übernehmen, um diesen sukzessive in die eigene Gewalt zu bringen. Weil Weishaupt zu den letzten Stadien seiner Utopie keine Angaben mehr machte, ist heute umstritten, ob die Illuminaten den Staat nach seiner Unterwanderung abschaffen oder übernehmen wollten. Eine Demokratie im Sinne einer Volkssouveränität war, anders als im Fall der Jakobiner, mit denen spätere Kritiker sie gleichsetzten, jedenfalls nicht ihr Ziel. Laut Hans-Ulrich Wehler zielte der Orden auf ein maßvoll autoritäres Regiment einer aufgeklärten Elite: Demnach waren die Illuminaten selbst Teil des aufgeklärten Reformabsolutismus, den zu überwinden sie sich anschickten. Der französische Germanist Pierre-André Bois glaubt, die Illuminaten wollten „nicht den Staat zerstören, sondern ihn von innen her reformieren. Ihr Kampf richtete sich nicht gegen die Macht, sondern gegen ihre Formen“. Der österreichische Historiker Helmut Reinalter dagegen glaubt, dass sie „eine kosmopolitische Weltordnung ohne Staaten, Fürsten und Stände“ anstrebten. Die deutsche Historikerin Monika Neugebauer-Wölk spricht von einer „anarchistischen Variante“ der aufklärerischen Fortschrittsutopie, die im Illuminatenorden rezipiert worden sei.

### Organisation
Die Illuminaten waren eine von zahlreichen Gesellschaften und Vereinen, die kennzeichnend waren für die Herausbildung des modernen Phänomens der Öffentlichkeit während der Aufklärungszeit, wie sie Jürgen Habermas in seiner Studie Strukturwandel der Öffentlichkeit beschrieben hat. Während die vormoderne Ständegesellschaft sich entweder in der Kirche oder am Fürstenhof sozial reproduziert hatte, bestand nun in Lesegesellschaften, diversen Wohltätigkeitsvereinen (z. B. Hamburgs Patriotischer Gesellschaft), in Freimaurer- und Rosenkreuzerlogen oder eben in Geheimgesellschaften wie den Illuminaten die Möglichkeit, über die Standesgrenzen hinweg auf einem zumindest prinzipiell egalitären Niveau gesellig zusammenzukommen.
Im Unterschied zu den anderen Formen dieser neuen Geselligkeit aber hatten die Illuminaten ein explizit politisches Programm, wohingegen bei Freimaurern etwa konfessionelle, religiöse oder parteipolitische Streitgespräche bis heute unerwünscht sind. Auch bekennen sich Freimaurer zu ihrer Zugehörigkeit und sind deshalb, anders als die Illuminaten, keine Geheimgesellschaft im eigentlichen Sinn. Die Illuminaten übernahmen zwar freimaurerische Strukturen wie die Loge und ein Gradsystem, doch gehörten sie der Freimaurerei nicht an. In den landesweiten Organisationen der Freimaurer, den Großlogen oder Groß-Orienten, arbeiteten sie nicht mit.
Um die Freimaurerei besser unterwandern zu können, gab Knigge bei seiner Ordensreform den Illuminaten eine an die Freimaurerei angelehnte Struktur mit phantasievoll betitelten Graden, von denen jeder ein eigenes Initiationsritual und eigene „Geheimnisse“ hatte, die dem Initianden offenbart wurden: Eine „Pflanzschule“, die Unerfahrene in das Logen- und Geheimbundwesen einführen sollte, bestand aus den Graden Novize, Minerval (abgeleitet von Minerva, der römischen Göttin der Weisheit) und Illuminatus minor (lat. für „niederer Erleuchteter“). Die an die Freimaurerei angelehnte „Maurerklasse“ enthielt die Grade Lehrling, Geselle, Meister, Illuminatus maior (lat. für „höherer Erleuchteter“) und Illuminatus regens (lat. für „leitender Erleuchteter“). Den Orden krönen sollte die „Mysterienklasse“, die aus den Graden Priester, Regent, Magus (lat. für „Zauberer“) und Rex (lat. für „Herrscher“) bestand. Von den Ordensmitgliedern gehörten 14 % der ersten Klasse an, 45 % der zweiten und 8 % der dritten Klasse. Von einem Drittel lässt sich heute nicht mehr sagen, welchen Grad sie im Orden erreicht hatten. 19 Mitglieder gehörten eine Zeitlang dem Areopag an, der eigentlichen Ordensleitung. Dass 112 Männer es in die Mysterienklasse geschafft hatten, ist nach Hermann Schüttler ein Hinweis darauf, dass „wesentlich mehr Leute mit Weishaupts Plänen vertraut waren, als man bisher annehmen konnte“.
Die Aufnahme in einen höheren Grad ging mit allerlei esoterischen Ritualen einher, wie sie in der Hochgradfreimaurerei und bei den Rosenkreuzern üblich waren: Der Initiand in die Mysterienklasse etwa wurde in einen abgedunkelten Raum geführt, bekam symbolische Gegenstände vorgelegt und wurde von zwei Priestern in weißen Gewändern mit roten Samthüten über das Arkanum dieser Klasse belehrt. Anders als bei den Rosenkreuzern war der Inhalt dieser Belehrung aber nicht religiös, sondern aufklärerisch, nämlich die oben dargestellte Geschichtsphilosophie. Die Vorschriften und Riten für die oberste Klasse wurden jedoch in der kurzen Zeit, die der Orden bestand, nicht vollständig ausgearbeitet. Nach dem Historiker Reinhard Markner ist das illuminatische System aus verbindlichen Gradtexten „eine Kunstfigur, die sich den Enthüllungspublikationen der Zeit nach 1786 und dem verständlichen Wunsch der Historiker nach Eindeutigkeit verdankt“.
Als werbewirksame Mystifikation erhielt jedes Ordensmitglied bei seiner Initiation zudem einen Geheimnamen („nom de guerre“), der stets nicht-christlicher oder zumindest nicht-orthodoxer Herkunft war: Weishaupt selbst nannte sich nach dem Anführer des antiken Sklavenaufstands Spartacus, Knigge war Philo, ein jüdischer Philosoph, und Goethe erhielt den Namen Abaris nach einem skythischen Magier. Auch in der Geografie gab es Geheimnamen (München hieß z. B. Athen, Tirol wurde zur Peloponnes, Frankfurt war Edessa und Ingolstadt Eleusis); selbst das Datum wurde nach einem neuen Geheimkalender mit persischen Monatsnamen angegeben, dessen Jahreszählung mit dem Jahr 630 begann, des Datums der Flucht der Zoroastrier vor den Muslimen.
Die Ordensnamen trugen zur Gleichheit unter den Illuminaten bei: Da sie sich in den ersten beiden Graden nur mit Ordensnamen kannten, konnten sie voneinander nicht wissen, wer nun adlig, wer bürgerlich, wer ein Universitätsprofessor, wer nur Schankwirt oder Student war. Darüber hinaus waren sie ein Teil des rigiden Bildungsprogramms, das der Orden seinen Mitgliedern auferlegte. Jeder Illuminat hatte sich nicht nur mit seinem Namenspatron geistig auseinanderzusetzen, er bekam auch von seinen Ordensvorgesetzten ein monatliches Lesequantum, in dem aufklärerische und deistische Werke mit aufsteigenden Graden eine immer größere Rolle spielten: Hier zeigt sich nach Stubley, dass Weishaupt „in seinem Wesen stets Universitätslehrer“ geblieben war. Zum verpflichtenden Lektürekanon gehörten unter anderem Klassiker wie Seneca, Dante und Petrarca, zeitgenössische Belletristik wie Christoph Martin Wieland und Alexander Pope, popularphilosophische Werke wie die von Adam Smith, Christoph Meiners und Johann Bernhard Basedow, aber auch materialistische und atheistische Werke wie Paul Henri Thiry d’Holbachs Das entschleierte Christentum und der anonyme Traité des trois imposteurs – diese Bücher waren überall in Deutschland verboten.
Seine intellektuelle und sittliche Entwicklung hatte der Adept obendrein tagebuchartig in so genannten Quibuslicet-Heften zu protokollieren (von lateinisch quibus licet – wem es erlaubt ist [ergänze: dies zu lesen]), die archiviert wurden. Waren sie schlecht geführt oder enthielten sie nicht die vorgesehenen Fortschritte, antwortete der Ordensobere mit einem „Reprochen-Zettel“ (franz. reproche „Tadel“, „Vorwurf“). Außerdem hatten die Ordensmitglieder schriftliche Ausarbeitungen zu Themen anzufertigen, die die oberen Grade für ihre geistige Entwicklung für passend hielten. Der Austausch all dieser Hefte, Zettel und Arbeiten und deren Bewertungen erfolgte in einem Netzwerk des Wissenserwerbs, das von den oberen Graden der Ordenshierarchie bestimmt und kontrolliert wurde.
Wie ausgeprägt diese Hierarchie im Orden war, zeigte sich auch an dem Eid, in dem jeder Initiand „ewiges Stillschweigen in unverbrüchlicher Treue und Gehorsam allen Oberen und den Satzungen des Ordens“ zu geloben hatte. Der deutsche Historiker Reinhart Koselleck weist zudem auf die esoterische Struktur des Ordens hin, das heißt, dass Neumitglieder über dessen wahre Ziele bewusst getäuscht wurden. In der „Pflanzschule“ wurde den Novizen noch bedeutet, es sei keineswegs das Ziel des Ordens „die weltlichen oder geistlichen Regierungen zu untergraben, sich der Herrschaft der Welt zu bemächtigen und so weiter. Haben sie sich unsere Gesellschaft unter diesem Gesichtspunkt vorgestellt, oder sind sie in dieser Erwartung hineingetreten, so haben sie sich gewaltig betrogen“. Das war die Unwahrheit, denn im obersten Grad des Ordens sollte das „größte aller Geheimnisse“ offenbart werden, „das so viel sehnlich gewünscht, so oft fruchtlos gesucht haben, [die] Kunst, Menschen zu regieren, zum Guten zu leiten […] und dann alles anzuführen, was den Menschen bishero Traum und nur den Aufgeklärtesten möglich schien“. Das tiefste Arkanum der Illuminaten war also ihr eigenes moralisches Herrschaftssystem, das innerhalb des Ordens bereits praktiziert wurde, nun aber auch nach außen angewandt werden sollte.
Diese Täuschung und Gängelung der Mitglieder in den unteren Graden erregten schon bald auch innerhalb des Ordens Kritik. Sie waren Weishaupts „Welterziehungsplan“ geschuldet, in dem er das Individuum durch Erziehung bzw. Anregung zur Selbsterziehung und durch verborgene Leitung zu perfektionieren suchte. Voraussetzung einer solchen Verbesserung des einzelnen Menschen war einerseits dessen Folgsamkeit, die durch persönliches Vorbild der höheren Grade, durch Furcht der unteren und durch Ausnutzung des „Hangs des Menschen zum Wunderbaren“ erreicht werden sollte. Andererseits bedurfte es einer totalen Kenntnis über alle persönlichen Geheimnisse der so zu Erziehenden. Dieses Konzept übernahm Weishaupt von seinen schärfsten Gegnern, den Jesuiten, mit ihrem Kadavergehorsam und ihrer behutsamen, aber umso wirkungsvolleren Menschenführung durch die Beichte. Ein Gegner des Ordens kritisierte dieses Konzept als „Despotismus der Aufklärung“. Laut dem Historiker Manfred Agethen waren die Illuminaten ihren Gegnern in einer dialektischen Verschränkung verbunden: Um das Individuum von der geistigen und geistlichen Herrschaft der Kirche zu emanzipieren, wurden jesuitische Methoden der Gewissenserforschung angewandt; um den Siegeszug der Aufklärung und der Vernunft zu befördern, gab man ein Hochgradsystem und ein mystisches Brimborium, das an den schwärmerischen Irrationalismus der Rosenkreuzer gemahnte; und um die Menschheit schließlich aus dem Despotismus der Fürsten und Könige zu befreien, unterwarf man die Mitglieder einer nachgerade totalitären Kontrolle und Psychotechnik. Zur demokratischen Tradition in Deutschland sind die Illuminaten nach dem Urteil der Historikerin Sieglinde Graf daher nicht zu rechnen. Der Germanist Wolfgang Riedel hält die im Orden verlangte „Unterordnung, ja ‚Unterwerfung‘ unter die ‚Obern‘“, den „‚Verzicht auf Privat-Einsicht‘ im ‚treulichen‘ Vertrauen auf die bessere Einsicht der übergeordneten Instanzen“ für ein „System der künstlich aufrechterhaltenen Unmündigeit“. Pierre-André Bois dagegen sieht in der Organisation in kleinen, voneinander unabhängigen Zellen und in der wenigstens idealiter kollektiven Leitung durch den Areopag durchaus moderne Ansätze.

### Mitglieder
Die Illuminaten hatten einigen Erfolg: Insgesamt lassen sich 1.394 Ordensmitglieder nachweisen, welche zu rund einem Drittel zugleich Freimaurer waren. Schwerpunkte waren Bayern und die thüringischen Kleinstaaten Weimar und Gotha; außerhalb des Reiches lassen sich Illuminaten nur in der Schweiz nachweisen.
Der Historiker Hermann Schüttler untersuchte die Sozialstruktur der nachweisbaren Ordensmitglieder und kam zu folgendem Ergebnis: 35 % waren Adlige, 16 Prozent Geistliche, zumeist Angehörige des niederen Klerus oder Ordensgeistliche. 45 % galten als Gelehrte, also als im weitesten Sinn als Akademiker oder Intellektuelle. 9 % der Illuminaten waren beim Militär, die allermeisten davon Offiziere. Ein Fünftel betrieb ein Gewerbe, 9 % waren Studenten oder Praktikanten, knapp die Hälfte waren Beamte. Weishaupt selbst gab 1787 stolz an, es sei dem Orden gelungen, mehr als ein Zehntel der höheren Beamtenschaft Bayerns zu stellen.
Mehrere prominente Intellektuelle waren Mitglieder des Ordens. Neben Knigge, Mozart und Herder waren etwa der Schweizer Pädagoge Johann Heinrich Pestalozzi und der deutsche Volksaufklärer Rudolph Zacharias Becker Illuminaten. Auch Goethe war Mitglied des Ordens, doch sind seine Motive umstritten: Nach dem amerikanischen Germanisten W. Daniel Wilson traten Herzog Carl August und er nur bei, um den Orden auszuforschen. Der Germanist Hans-Jürgen Schings zweifelt dies an, nennt Goethes Engagement für den Orden aber insgesamt „bescheiden“. Später nutzten sein Herzog und er ihre Mitgliedschaft zum Schaden des Ordens, etwa indem sie verhinderten, dass Weishaupt auf eine Professur an der Universität Jena berufen wurde. Christoph Martin Wieland hatte zwar persönliche Verbindungen zu Illuminaten, wurde selbst aber nie Mitglied. Dass Weishaupt drei seiner Werke auf den verbindlichen Lektürekanon des Orden gesetzt hatte, war ihm nach dessen Offenlegung peinlich; er wurde lange der geheimen Mitgliedschaft verdächtigt. Der Ägyptologe Jan Assmann weist auf die Wiener Freimaurerloge Zur Wahren Eintracht hin, mit der der Illuminat Ignaz von Born ein Zentrum von kultureller Strahlkraft schuf. Indem er die Loge zu einer Forschungsloge formte, folgte er Weishaupts Konzept vom Orden als einer „Art von gelehrter Academie“, wo „jeder Zögling sich zu einem scientifischen Felde einschreiben lassen und demselben seine Kräfte widmen, […] sammeln und forschen“ müsse. Carl Leonhard Reinhold etwa stammte aus Borns Wiener Forscherloge und kam dann 1784 nach Weimar, wo er ein Jahr später in Wielands Familie einheiratete. Auch Wolfgang Amadeus Mozart nahm an den Sitzungen dieser Loge teil, in den Mitgliederlisten des Ordens taucht er jedoch nicht auf.
Dieser vorübergehende Erfolg des Illuminatenordens  kann nicht darüber hinwegtäuschen, dass er zum überwiegenden Teil aus eher zweitrangigen Akademikern bestand, die vielleicht gerade deshalb in den Orden strömten, weil sie sich von ihm Karrierechancen erhofften; eine Hoffnung, die durchaus mit Weishaupts Unterwanderungsplan korrelierte. Diese Ziele waren neu aufgenommenen Mitgliedern freilich unbekannt. Sein eigentliches Ziel, nämlich die intellektuelle und politische Elite der Gesellschaft zu bilden, erreichte der Orden kaum, eine reale Gefährdung des bayrischen Staates ging von ihm nie aus. Abgesehen von den erwähnten Ausnahmen (Goethe, Herder, Knigge), blieben alle wirklich bedeutenden Vertreter der deutschen Spätaufklärung dem Orden entweder gänzlich fern (Schiller, Kant, Lessing, aber auch Lavater, um den sich Knigge lange vergeblich bemüht hatte) oder traten wie Friedrich Nicolai rasch aus Enttäuschung über die rigiden Strukturen innerhalb des Ordens wieder aus.

## Rezeption

### Mythen und Verschwörungstheorien
Viele Verschwörungstheorien kolportieren bis heute, die Illuminaten hätten nach ihrem Verbot weiterbestanden und seien eine besonders mächtige Geheimgesellschaft, die hinter einer Vielzahl von als negativ beurteilten Erscheinungen stehe. So sollen sie etwa die Entstehung der USA beeinflusst haben. Dies ist schon wegen der zeitlichen Abfolge (der Amerikanische Unabhängigkeitskrieg begann bereits 1775, also vor der Gründung des Ordens) unhaltbar.
Auch für die Französische Revolution wurden die Illuminaten verantwortlich gemacht. Bereits 1790 hatte der konservative englische Publizist Edmund Burke in seinen Reflections on the Revolution in France in einer Fußnote den Orden als Beispiel für die gesellschaftlichen Unruhen erwähnt, die sich überall zeigten. Eine konkrete Verursachung der Französischen Revolution durch die Illuminaten vermutete erstmals 1791 der französische Priester Jacques François Lefranc in seinem Buch Le voile levé pour les curieux ou les secrets de la Révolution révéles à l’aide de la franc-Maçonnerie (übersetzt etwa: „Der Schleier gelüftet für die Neugierigen, oder die aufgedeckten Geheimnisse der Revolution über die Hilfe der Freimaurerei“). Der französische ehemalige Jesuit Augustin Barruel und der schottische Gelehrte John Robison verbreiteten diese These in ihren kurz darauf verfassten Werken über die Ursachen der Französischen Revolution. Sie versuchten unabhängig voneinander nachzuweisen, dass nicht etwa die Verbreitung der Ideale der Aufklärung, die Missernte des Vorjahres und das schlechte Krisenmanagement König Ludwigs XVI. die Revolution ausgelöst hatten, sondern die Illuminaten. Dafür nannten sie vor allem drei angebliche Belege:
- Fast alle bedeutenden Führer der Revolutionäre sollen Freimaurer gewesen sein. Damit setzten sie gegen die historischen Tatsachen Freimaurer und Illuminaten miteinander gleich.
- Es habe in Frankreich kurz vor der Revolution eine Freimaurerloge Les Illuminés („die Erleuchteten“) gegeben. Tatsächlich war diese Gruppe sehr klein, wenig einflussreich und vertrat eine mystische Richtung, den Martinismus, der nichts mit der Radikalaufklärung Knigges und Weishaupts zu tun hatte.
- Johann Christoph Bode sei 1787 zur Auslösung der Revolution nach Paris gereist. Tatsächlich war der Zweck seines Aufenthalts, der nur vom 24. Juni bis zum 17. August währte, ein ganz anderer: Bode war zu einem Freimaurerkonvent eingeladen, der aber bei seiner Ankunft schon beendet war.[89]

Dieser Verschwörungsthese fehlte also jede Grundlage. Dennoch wurden Barruels und Robisons Werke große Erfolge. Im deutschsprachigen Raum verbreitete vor allem die kurzlebige konservative Zeitschrift Eudämonia (1795–1798) die Theorie, die Illuminaten würden auch nach der Auflösung des Ordens fortexistieren, seien verantwortlich für die Französische Revolution und stellten eine aktuelle Gefahr dar.
In den Vereinigten Staaten kam es 1798 zu einer regelrechten Illuminaten-Panik, als puritanische Geistliche wie Jedidiah Morse und Timothy Dwight IV. Robisons und Barruels Verschwörungstheorien auf die innenpolitische Situation ihres Landes bezogen. Für sie stellten die Demokratisch-Republikanische Partei und namentlich deren Gründer Thomas Jefferson, der sich 1785 bis 1789 in Paris aufgehalten hatte, die aktuelle Ausprägung der Illuminaten dar, die angeblich nicht nur die gemäßigt-konservative Regierung der Föderalistischen Partei unter Präsident John Adams, sondern gleich das gesamte Christentum abschaffen wollten. Ein Ergebnis dieser weitverbreiteten Befürchtung waren die Alien and Sedition Acts, die es Ausländern erschwerten, die amerikanische Staatsbürgerschaft zu erwerben und jede „falsche, skandalträchtige und bösartige Veröffentlichung gegen die Regierung der USA“ unter Strafe stellten.
Die anti-illuminatische Verschwörungstheorie wurde Ende des 19. Jahrhunderts antisemitisch aufgeladen, indem man behauptete, Weltjudentum und Freimaurer bzw. Illuminaten zögen an einem Strang oder seien letztlich identisch. Die englische Faschistin Nesta Webster konstruierte in den 1920er Jahren die weit verbreitete Theorie, dass die Juden hinter den angeblichen Komplotten der Illuminaten stecken würden. Damit versuchte sie die Oktoberrevolution in Russland, die Radikalisierung der Arbeiterbewegung auch in den westlichen Ländern und die Entstehung supranationaler Organisationen wie des Völkerbunds zu erklären. Webster und ihre Nachfolger stützen sich dabei auf die antisemitischen Protokolle der Weisen von Zion, in denen die Freimaurer als Deckorganisation einer jüdischen Weltverschwörung imaginiert wurden. Rechte und rechtsextremistische Gruppen und Personen verbreiten heute weiterhin Verschwörungsthesen über die Illuminaten: so etwa die amerikanische John Birch Society, der Baptistenprediger Pat Robertson und der Verschwörungstheoretiker Des Griffin.
Der Mythos vom Fortbestand des Ordens wurde im 20. Jahrhundert unter anderem von einigen okkultistischen oder theosophischen Gruppen genährt, die versuchten, sich selbst als die angeblich jahrzehntelang im Untergrund verschwundenen Illuminaten zu stilisieren. 1896 gründete zum Beispiel der Okkultist Leopold Engel den Weltbund der Illuminaten, der die Nachfolge von Weishaupts Orden beanspruchte. 1929 wurde dieser eingetragene Verein wieder aus dem Berliner Vereinsregister gelöscht. Auch der 1912 entstandene sexualmagische Ordo Templi Orientis oder die 1978 gegründeten Illuminaten von Thanateros versuchen, sich in eine Traditionslinie mit den bayerischen Illuminaten zu stellen, doch haben sie mit dem aufklärerisch-rationalistischen Orden Weishaupts, Bodes und Knigges nichts zu tun.
Der deutsche Verschwörungstheoretiker Jan Udo Holey („Jan van Helsing“) hat mehrere Bücher über die Illuminaten veröffentlicht, in denen er etwa behauptet, es handele sich um von Außerirdischen gesteuerte jüdische „Blutsauger“, die den Zweiten Weltkrieg angezettelt hätten und den Dritten Weltkrieg vorbereiteten, um ihre als „neue Weltordnung“ bezeichnete Weltherrschaft zu erringen. Er beruft sich dazu auf die antisemitische Fälschung der Protokolle der Weisen von Zion und knüpft an ähnliche Verschwörungstheorien des Nationalsozialismus an. Derartige paranoide Fantasien gelten als Beleg für den engen Zusammenhang zwischen Rechtsextremismus und Teilen der Esoterik.

### Belletristik
Die Illuminaten werden häufig in populären Romanen dargestellt, so zum Beispiel in der Romantrilogie Illuminatus! von Robert Shea und Robert Anton Wilson, in Umberto Ecos Das Foucaultsche Pendel oder in Illuminati von Dan Brown. Hier werden sie unter Benutzung der zahlreichen Verschwörungstheorien, die über den Orden im Umlauf sind, satirisch oder reißerisch als finstere Schurken, undurchsichtige Komplottschmieder oder dämonische Weltverschwörer dargestellt. Obwohl die Romane von Shea, Wilson und Eco als Satiren auf Verschwörungstheorien bzw. Polemik gegen die gesamte Esoterik interpretiert werden, werden heute oftmals diese fiktiven Angaben über die Illuminaten irrtümlich für wahr gehalten. Dan Brown etwa verknüpfte sie mit den Ismailiten und nährte damit Verschwörungsthesen, die die Illuminaten mit islamistischem Terror in Verbindung bringen. Auch waren Galileo Galilei (1564–1642) und Gian Lorenzo Bernini (1598–1680) keine Mitglieder, wie es bei Brown heißt, und sie stehen auch nicht in einer jahrtausendealten Traditionslinie von keltischen Druiden über Assassinen und Templer mit dem Ziel, den umbilicus telluris (lat. „Nabel der Erde“) zu finden.

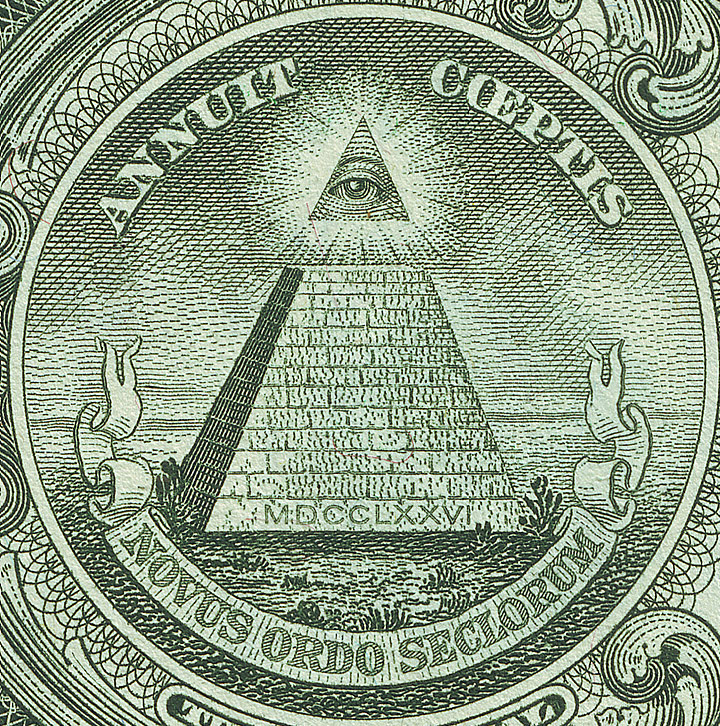
Siegel der Vereinigten Staaten auf der Ein-Dollar-Banknote

Besonders populär ist die in einigen dieser Romane verbreitete Idee, die Illuminaten verständigten sich über geheime Zeichen und Codes und hätten bestimmte Symbole verwendet, um ihre Existenz für Eingeweihte und findige „Symbolologen“ erkennbar zu machen, darunter das Allsehende Auge, auch als Abschlussstein der unfertigen Pyramide (→ Siegel der Vereinigten Staaten) auf der amerikanischen Ein-Dollar-Note, die Zahl 23 und Ambigramme. Keines dieser Symbole lässt sich jedoch historisch mit den Illuminaten in Verbindung bringen; sie benutzten nur ein Emblem, die Eule der Minerva, Symbol der Weisheit.

### Andere Medien
Auf die Illuminaten wird oft auch in Filmen, Computerspielen und Musikstücken angespielt. Der hohe Bekanntheitsgrad ihres Namens durch Verschwörungstheorien, in denen sie zu einer sehr geheimen und sehr mächtigen Gruppe gemacht werden, prädestiniert sie immer wieder für die Rolle der mysteriösen Bedrohung. Populäre Beispiele sind:
- Filme: 23 – Nichts ist so wie es scheint, Lara Croft: Tomb Raider, Illuminati, Die Whoopee Boys
- Zeichentrickserien: Gargoyles auf den Schwingen der Gerechtigkeit
- Kartenspiel: Illuminati
- Pen-&-Paper-Rollenspiel: GURPS Illuminati
- Computerspiele: mehrere Spiele der Reihe Deus Ex, Resident Evil 4, The Secret World, Grand Theft Auto V
- Musikstück: 23 von Welle: Erdball.